# The Wizarding World of Harry Potter (Universal Orlando Resort)

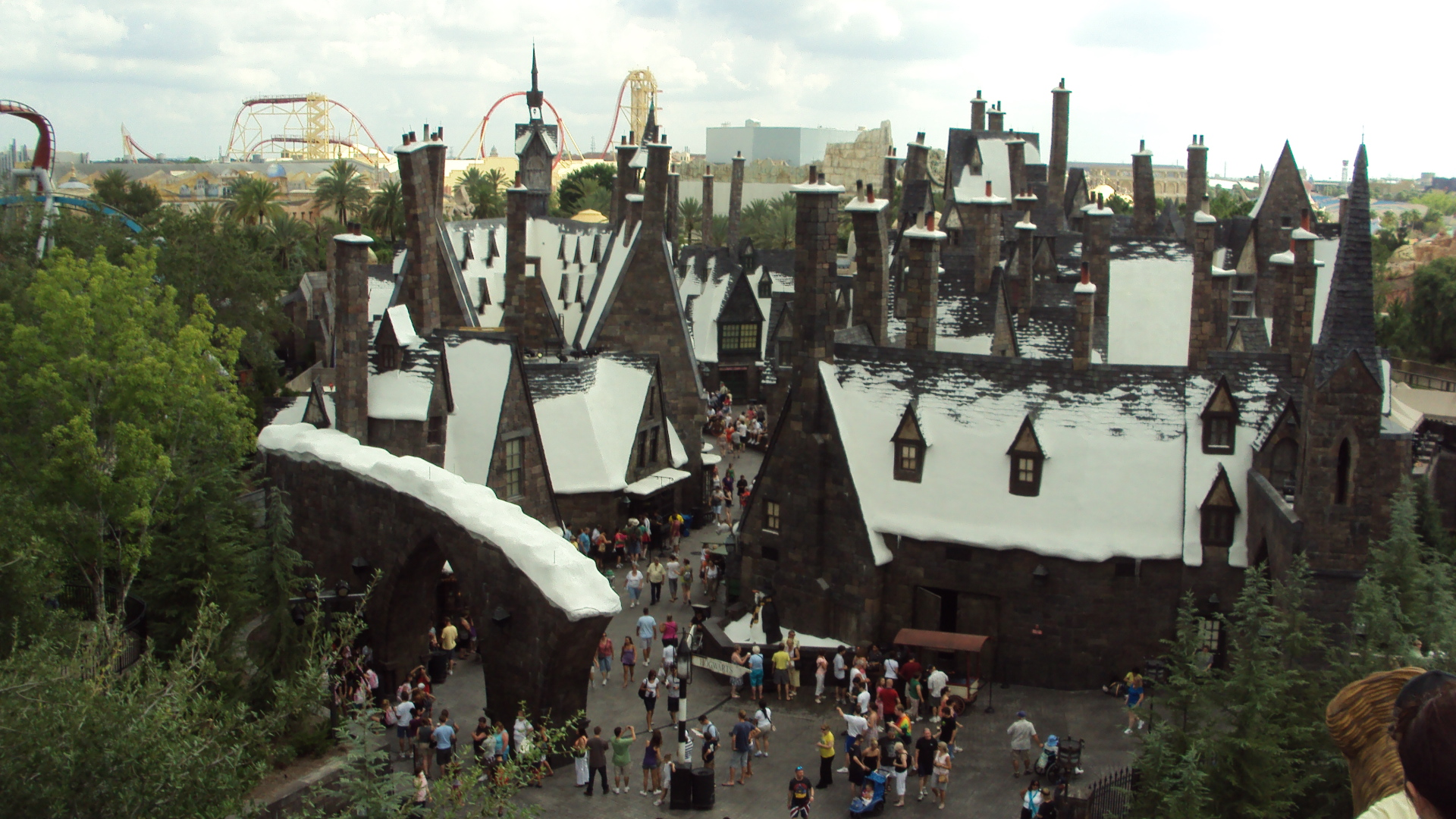
The Wizarding World of Harry Potter.

The Wizarding World of Harry Potter es una sección del parque temático Islands of Adventure de Universal Orlando Resort en Florida, Estados Unidos. Está ambientado en el mundo de Harry Potter, creado por la escritora británica J. K. Rowling.
Se trata de una reproducción del colegio Hogwarts y del pueblo de Hogsmeade como fase 1, y la fase dos en el cual se encuentra en Universal Studios Florida con una área tematizada de Londres y el callejón Diagon con diferentes atracciones. En un principio, se estimaba que su apertura sería el 1 de diciembre del 2009, pero no fue así, y se llevó a cabo el 18 de junio de 2010.

## Antecedentes
En 2003 surgieron rumores sobre una área temática en un parque de Universal o un parque de Disney Sin embargo, Warner Bros adquirió los derechos de la franquicia de Harry Potter quien negó los rumores.
Walt Disney Company y Universal entraron en negociaciones de licitación en con Warner Bros y Rowling por los derechos del área temática de Harry Potter Estados Unidos. En 2004, Rowling firmó una carta de intención  con Disney para desarrollar una área de  Harry Potter en alguna esquina del  fantasyland  del parque Magic Kingdom en Walt Disney World. Finalmente, Disney se retiró de las negociaciones, citando que la influencia creativa de Rowling y los términos establecidos por Warner Bros, eran demasiado estrictos
En enero de 2007, About.com informó de un rumor de una "fuente altamente creíble" de que el área del Continente Perdido dentro del parque Universal's Islands of Adventure iba a ser re-temática "a las historias y personajes de una de las franquicias infantiles más populares". Otras fuentes siguieron en los próximos días con la confirmación no oficial de que la nueva área involucraría a Harry Potter, y se estaba desarrollando bajo el nombre de "Proyecto Brazo Fuerte" en referencia a la tecnología de brazo robótico KUKA que utilizaría. Nikki Finke informó de su propia confirmación de los planes del parque Potter en abril, seguido poco después por una historia en The Scotsman; Ambos informes fueron ampliamente transmitidos por otros medios de comunicación. El 31 de mayo de 2007, Universal (en asociación con Warner Bros.) anunció oficialmente la adición de 20 acres (8,1 ha) que recrea Hogwarts, el Bosque Prohibido y Hogsmeade, con una apertura planificada en 2009.

## Tiendas
Esta zona cuenta con tiendas como Ollivanders, donde se puede comprar un varita de uno de los personajes de Harry Potter o crear una propia; Zonko's, donde se venden chucherías, las famosas grageas de sabores, etc.; Dervish and Banges, que vende artículos de la película, la mayoría orientados a las clases de vuelo; El Emporio de la Lechuza, donde se pueden adquirir ropa de las 4 casas que tiene la escuela; y Honeydukes, una tienda de chucherías también que tiene las famosas ranas de chocolate con cromos de magos y brujas famosos.

### Atracciones
- Flight of the Hippogriff: Montaña rusa familiar que simula el vuelo que en la tercera película de la saga Harry hace con el hipogrifo que pertenece a Hagrid.
- Harry Potter and the Forbidden Journey: Atracción de simulación, basada en un vuelo en escoba con Harry y sus compañeros. Esta atracción se encuentra dentro de una réplica del castillo y la cola de la atracción es interna. En esta cola pasaras por el aula de defensa contra las artes oscuras, el despacho de Dumbledore y la sala de los cuadros.

### Comida
- The Three Broomsticks (Las Tres Escobas): Taberna replicada de las novelas de Harry en la que puedes comer típica comida inglesa y americana. Podrás disfrutar de las famosas cervezas de mantequilla y zumos de calabaza.
- Hog's Head (Cabeza de Puerco): Lugar de comida rápida.